# Břežany nad Ohří
Břežany nad Ohří jsou vesnice, část města Budyně nad Ohří v okrese Litoměřice. Nachází se asi 1,5 km na severozápad od Budyně nad Ohří. Prochází tudy železniční trať Vraňany–Libochovice. Břežany nad Ohří jsou také název katastrálního území o rozloze 4,47 km².

## Název
Název vesnice je odvozen od její polohy na břehu řeky. V historických pramenech se jméno objevuje ve tvarech: Brzezanie (1336), Brziezas (1356), Brzyezan (1376), Břežany (1413) nebo Brzezany (1550).

## Historie
První písemná zmínka o vesnici pochází z roku 1336.

## Obyvatelstvo
|           | 1869 | 1880 | 1890 | 1900 | 1910 | 1921 | 1930 | 1950 | 1961 | 1970 | 1980 | 1991 | 2001 | 2011 |
| --------- | ---- | ---- | ---- | ---- | ---- | ---- | ---- | ---- | ---- | ---- | ---- | ---- | ---- | ---- |
| Obyvatelé | 339  | 313  | 294  | 310  | 341  | 315  | 302  | 231  | 232  | 219  | 199  | 153  | 144  | 157  |
| Domy      | 57   | 61   | 60   | 63   | 61   | 63   | 69   | 85   | 72   | 64   | 65   | 77   | 86   | 86   |

## Osobnosti
- František Lhotský (1884–1954), obchodník a průmyslník